# LCARS

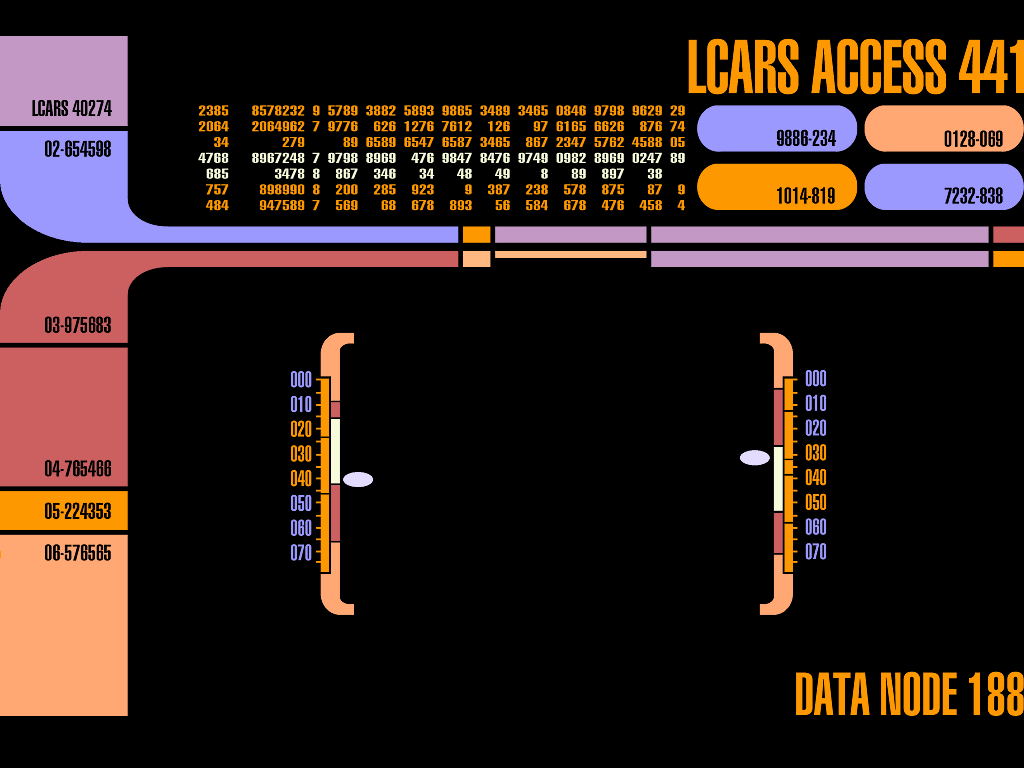
Voorbeeld van een beeldscherm in LCARS-stijl

LCARS is een fictief besturingssysteem voor computers, gebruikt in het Star Trekuniversum. LCARS is een afkorting voor Library Computer Access/Retrieval System. Het was voor het eerst te zien in de dubbele pilotaflevering Encounter at Farpoint van Star Trek: The Next Generation in 1987. 
LCARS is ontworpen door Michael Okuda, een Amerikaans grafisch ontwerper die bekend staat om zijn werk voor Star Trek. Het bestaat uit diverse varianten van bewegende beelden en geluiden. De beelden zijn bewust simpel vormgegeven om zo de illusie van een technologisch geavanceerde grafische gebruikersomgeving te wekken. De beelden worden ook wel Okudagrammen genoemd. LCARS werd gebruikt op bedieningspanelen van schepen en ruimtestations. Ook waren kleinere varianten te zien op PADDS en tricorders, draagbare computers met een vergelijkbaar uiterlijk als de huidige tablets en smartphones.  Later werden screensavers en apps ontworpen om echte telefoons, tablets en computers een LCARS-uiterlijk te geven. 
LCARS werd in de diverse Star Trek-series niet alleen handmatig maar ook met stemcommando's bestuurd. De stem van LCARS werd ingesproken door Majel Barrett-Roddenberry, de vrouw van Gene Roddenberry die Star Trek bedacht. Zij speelde tevens de rol van Lwaxana Troi, de moeder van counselor Deanna Troi in Star Trek: The Next Generation en Star Trek: Deep Space Nine. 